# Маяков, Григорий Архипович
Маяков Григорий Архипович (3 февраля 1912 года, с. Вторая Быстровка, Петровский уезд, Саратовская губ., Российская империя — 4 апреля 1983 года, г. Находка, Приморский край, СССР) — бригадир портовых рабочих Находкинского торгового порта. Герой Социалистического Труда. Депутат Верховного Совета РСФСР V созыва. Почетный житель г. Находка. Член КПСС.

## Биография
Родился 3 февраля 1912 года в селе Верхняя Быстровка Саратовский губернии. В 1926 году устроился на Даниловский винный завод плотником. В 1935 году был призван ряды Красной Армии. После демобилизации в 1938 году продолжил работать плотником в г. Тамбове и г. Кирсанове. С 1940 года — десятник на рыбокомбинате в поселке Козьмино Приморского края. Во время Великой Отечественной войны служил в звании сержанта помощником командира взвода на Тихоокеанском флоте. 
В 1950 году устроился грузчиком в Находкинский торговый морской порт. Вскоре возглавил бригаду портовых рабочих. Начал использовать в работе рационализаторское приспособление для погрузки мешков с цементов, что позволило почти вдвое увеличить производительность труда. В 1959 году коллектив под его руководством первым в порту получил звание «бригады коммунистического труда». В начале 60-х поддержал «гагановское» движение, — возглавил отстающую бригаду, и вывел ее в передовые.      
9 октября 1963 года Указом Президиума Верховного Совета СССР за выдающиеся успехи, достигнутые в деле развития морского транспорта ему была присвоено звание Героя Социалистического Труда с вручением ордена Ленина и золотой медали «Серп и Молот». 
Выйдя на пенсию, работал заместителем начальника склада порта. 
Проживал в г. Находка. Умер 4 апреля 1983 года.   

## Награды
- Орден Ленина (1963 год)
- Медаль «За трудовую доблесть» (1960 год)